# Kaptol
Kaptol je naselje v Občini Kostel.